# Cranopsis mazatlanensis
Cranopsis mazatlanensis là một loài cóc trong họ Bufonidae. Chúng là loài đặc hữu của México.
Các môi trường sống tự nhiên của chúng là các khu rừng ôn hòa, rừng khô nhiệt đới hoặc cận nhiệt đới, và sông có nước theo mùa. Loài này đang bị đe dọa do mất nơi sống.